# Nanikirata
Nanikirata ist eine unbewohnte Insel, die zum Atoll Abaiang in den Gilbertinseln in der Republik Kiribati gehört.

## Geographie
Nanikirata ist ein Motu an der Nordwest-Ecke der Riffkrone. Von dort zieht sich die Riffkrone weiter nach Osten. Die nächste namhafte Insel ist Nuotaea.